# Casper e Wendy - Una magica amicizia
Casper e Wendy - Una magica amicizia (Casper Meets Wendy) è un film per la televisione del 1998 diretto da Sean McNamara.
Il film è basato sull'omonimo personaggio dei fumetti, ed è il prequel apocrifo del film Casper e il sequel di Casper - Un fantasmagorico inizio. 
È il film che segna l'esordio come attrice di Hilary Duff.

## Trama
Wendy e le sue zie, Geri, Gabby e Fanny devono scappare dal malefico stregone Desmond Spellman e così si rifugiano in una località di montagna. Qui Wendy incontra Casper e il Fantasmatico Trio composto da Molla, Ciccia e Puzza. Si realizzerà, così, una grande alleanza tra fantasmi e streghe per sconfiggere il potente stregone.